# Jeannette Guyot
Jeannette Guyot (Chalon-sur-Saône, 26 de febrero de 1919 - Gueugnon, 10 de abril de 2016) fue una luchadora de la resistencia francesa. Guyot es una de las dos únicas mujeres que han recibido la Cruz al Mérito en el Servicio, otorgada durante la Segunda Guerra Mundial. Participó en el Plan Sussex y en la misión Pathfinder.

## Biografía
Luisa Raymonde Jeanne "Jeannette" Guyot en Chalon-sur-Saône, de padre comerciante de madera y madre costurera. Su familia se unió a la Resistencia, lo que provocó que sus padres fueran deportados. Ella también se unió a la organización de la resistencia Francia Libre en septiembre de 1941. Su primera participación en una red clandestina consistió en exfiltrar agentes y civiles a la Zona libre. A medida que se involucró más en la red, se convirtió en un agente de enlace responsable de transmitir información a la organización Francia Libre. En febrero de 1942 fue arrestada por la Gestapo, pero fue liberada por falta de pruebas. 
Posteriormente se unió al grupo de resistencia Confrérie Notre-Dame (CND) comandada por el coronel Rémy. En junio de 1942, la red fue traicionada y Jeannette Guyot huyó a Lyon y después a Inglaterra. Por entonces se dio a conocer como de Jeannette Gauthier y una de los 120 voluntarios formados para participar en el plan Sussex.
El 8 de febrero de 1944 se anunció la Operación Calanque. Tras múltiples intentos debido a las malas condiciones climáticas, finalmente fue lanzada en paracaídas sobre Loches junto con otros tres combatientes de la resistencia, Marcel Saubestre, Georges Lasalle y Pierre Binet con el fin de establecer una célula para buscar una zona de lanzamiento de paracaídas y escondites para los soldados que serían lanzados en paracaídas más tarde.
Después de la guerra, se retiró de la vida pública y murió a la edad de 97 años, el 10 de abril de 2016 en Gueugnon, después de una vida de servicio a Francia. El diario británico The Daily Telegraph dedicó una página entera a rendirle homenaje.
La 45 clase del Instituto Regional de Administración de Nantes lleva su nombre (2017).
El 22 de agosto de 2019, la escuela primaria Génelard fue nombrada "Escuela Jeannette Guyot". Los colegios Thomas Dumorey y Camille du Gast de Chalon sur Saône se fusionaron para formar el colegio Jeannette Guyot.

## Reconocimientos

### Francia
- Caballero de la Legión de Honor[12]
- Cruz de Guerra con Palmas 1939-1945[12]
- Medalla de la Resistencia[7]

### Reino Unido
- Medalla de Jorge [12]

### Estados Unidos
- Cruz de Servicios Distinguidos (DSC), 1945,[13][14] una de las dos mujeres galardonadas con esta medalla Virginia Hall.[7]